# Оноприенко, Иван Алексеевич

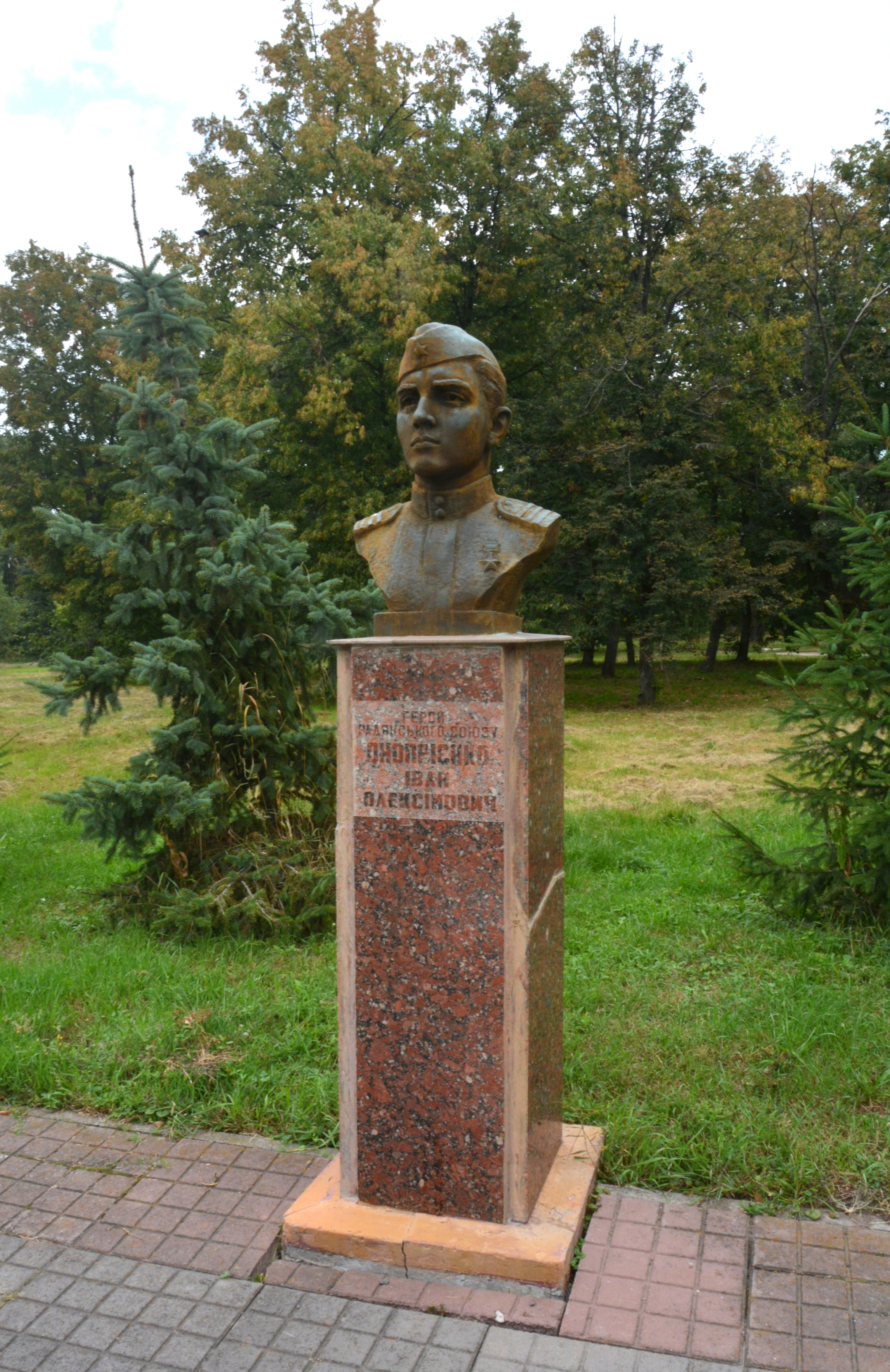
Бюст Героя в Миргороде, ул. Гоголя, аллея Вечной славы. Объект культурного наследия Украины

Иван Алексеевич Оноприенко (20 октября 1920, Шахворостовка — 1 декабря 1943, Черкассы) — Герой Советского Союза (1944), в годы Великой Отечественной войны — наводчик пушки 130-го отдельного истребительного противотанкового артиллерийского дивизиона 254-й стрелковой дивизии 52-й армии 2-го Украинского фронта, старший сержант.

## Биография
Родился 20 октября 1920 года в селе Шахворостовка (ныне Миргородского района Полтавской области) в семье крестьянина. В 1938 году окончил неполную среднюю школу и работал помощником машиниста паровоза. В 1940 году был призван в ряды Красной Армии.
В боях Великой Отечественной войны с 1941 года. Воевал на Калининском, Воронежском и 2-м Украинском фронтах. Участвовал в боях за село Крещатик, отражал атаки противника в районе села Свидивок, удерживал плацдарм на правом берегу Днепра.
Осенью 1943 года 130-й отдельный истребительный противотанковый артиллерийский дивизион успешно форсировал Днепр и приблизился к Черкассам. В составе наступающих войск одним из первых был и Иван Оноприенко. В боях за Черкассы 18 ноября вместе с обслугой пушки уничтожил четыре вражеских танка. 22 ноября на огневую позицию, где была размещена артиллерийская пушка старшего сержанта Ивана Оноприенко, враг бросил 17 танков. Подпустив их на расстояние 400 метров, первым же снарядом подбил один из них, с 250 метров — второй, потом — третий. А четвёртый уже на расстоянии около 60 метров. Но вражеских танков было слишком много. Когда прямым попаданием снаряда было выведено из строя его орудие, встретил гитлеровцев гранатами. Атака немцев была отбита.
В 1943 году вступил в ряды Коммунистической партии Советского Союза.
Пал смертью 1 декабря 1943 года в районе Черкасского сахарорафинадного завода. Был похоронен в братской могиле на углу улиц Смелянского и Шевченко, в 1967 году останки были перенесены на Холм Славы, где ему была установлена мемориальная плита.
Указом Президиума Верховного Совета СССР «О присвоении звания Героя Советского Союза генералам, офицерскому, сержантскому и рядовому составу Красной Армии» от 22 февраля 1944 года за «образцовое выполнение боевых заданий командования при форсировании реки Днепр, развитие боевых успехов на правом берегу реки и проявленные при этом отвагу и геройство» удостоен посмертно звания Героя Советского Союза.
Награждён орденом Ленина, орденом Славы 3-й степени.

## Память
- В доме культуры села Шахворостовка создана комната боевой славы, где собраны материалы о жизни и боевом пути славного воина.
- В Миргороде в сквере Славы у Вечного огня установлен бюст Героя. Является объектом культурного наследия Украины.
- В честь Героя была названа одна из улиц города Черкассы, при освобождении которого он погиб. В 1973 году на этой улице было построено Черкасское пожарно-техническое училище, а ныне Академия пожарной безопасности имени Героев Чернобыля МЧС Украины. 9 мая 2000 года исполняющий обязанности ректора академии полковник службы гражданской защиты Николай Хрусталь объявил приказ, согласно которому Иван Алексеевич Оноприенко награждён нагрудным знаком Академии пожарной безопасности имени Героев Чернобыля МЧС Украины «За заслуги» (посмертно), и вручил награду присутствующему на митинге двоюродному племяннику погибшего Героя — Ивану Васильевичу Омельяненко.